# Ormingya
Ormingya (románul: Ormindea) falu Romániában, a Partiumban, Hunyad megyében.

## Fekvése
Az Erdélyi-érchegységben, Brádtól 16 kilométerre délkeletre, Dévától harminc kilométerre északnyugatra fekszik.

## Nevének eredete
Első említésekor, 1439-ben, nevét Gormend, majd pár évvel később Germend alakban jegyezték fel. Ez Kiss Lajos szerint a Germen személynév magyar -d képzős származéka. Mai neve ebből alakult ki a románban; 1464-ben Ermendfalwa és Kurmenfalwa, 1525-ben Ormynde.

## Lakossága
- 1766-ban 432 ortodox lakost írtak össze benne.[1]
- 1910-ben 1342 lakosából 1329 volt román anyanyelvű; 1337 ortodox vallású.
- 2002-ben 577 román nemzetiségű lakosából 576 volt ortodox vallású.

## Története
Első említései idején, a 15. században a Világos várának uradalmához tartozott. Később román falu volt Zaránd vármegyében, amelyet 1876-ban csatoltak Hunyad vármegyéhez. 1525-ben 13 jobbággyal és négy szabadossal (madarásszal) írták össze. Az 1820-as Czirakyana Conscriptio 118 jobbágyportával vette fel, jobbágyai a Naláczy család öt tagjának és Tóth Andrásnak szolgáltak. Az éves kézi robot háromtól öt hétig tartott. Lakói a 20. század elején a rudai és a muszári bányákban dolgoztak, naponta több kilométert gyalogolva. 1936-ban még százötvenen dolgoztak bányászként.

## Látnivalók
- A falu fölött, Valisora község területén található a Găunoasa din Valea Bobii barlang. A barlangnak hét bejárata van, körülbelül háromszáz méter hosszú, a szintkülönbsége három-négy méter.[2]

## Források

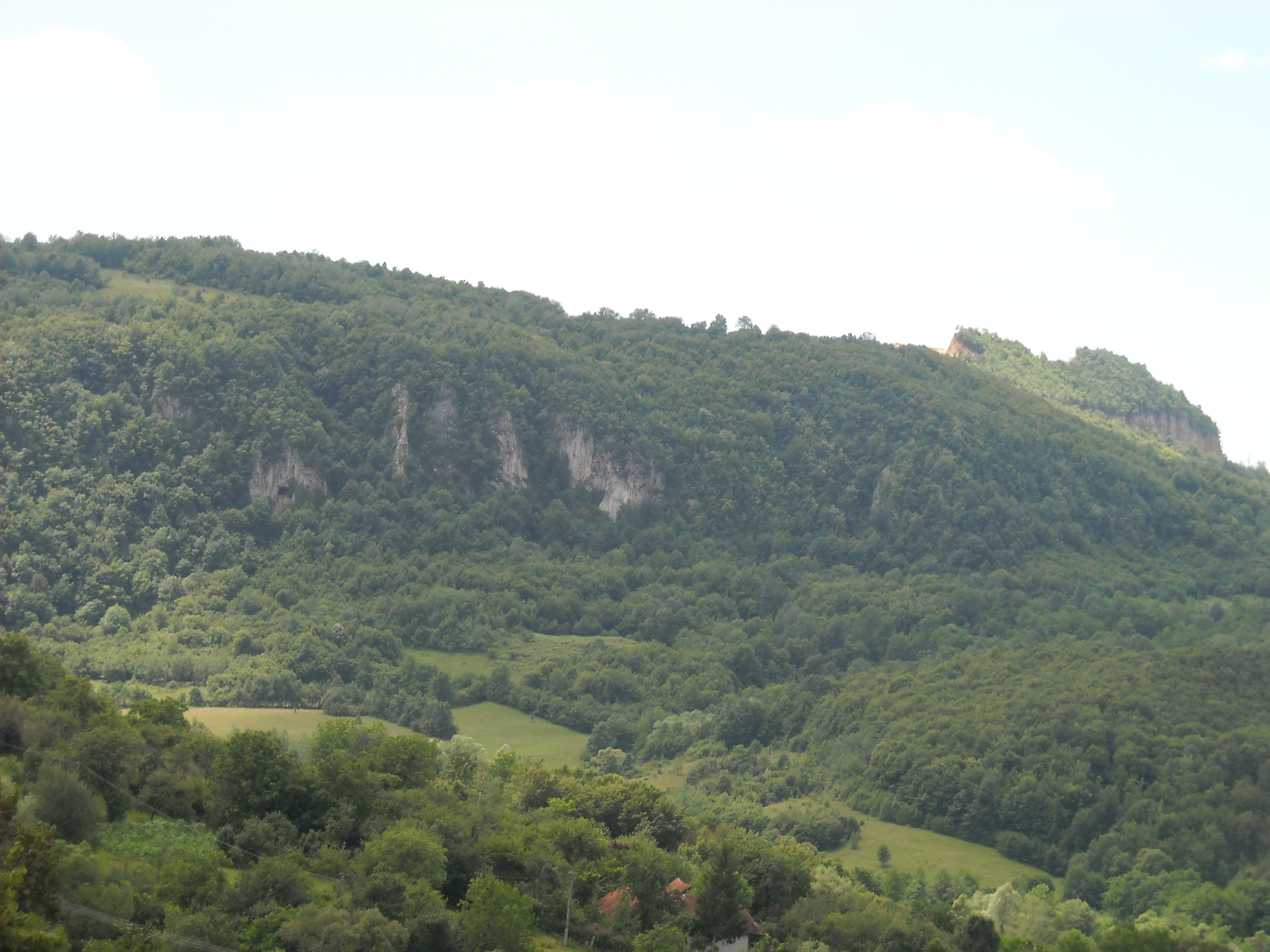
Sziklafal Ormingyától délre